# HD 137704
HD 137704，又名BD+34 2645，SAO 64701、HR 5741，是一颗恒星，视星等为5.46，位于銀經54.89，銀緯56.16，其B1900.0坐标为赤經15h 22m 22.4s，赤緯+34° 56.16′ 3″。